# Çıldır
Çıldır (armenisch Հիւսիսեան/Hiusisean; georgisch ჩრდილი/Chrdili, russisch Чилдыр) ist eine Stadt und ein Landkreis der Provinz Ardahan im Nordosten der Türkei. Çıldır liegt im Osten der Provinz und grenzt im Süden an die Provinz Kars. Die Kreisstadt beherbergt 29 Prozent der Landkreisbevölkerung.
Im Norden und Osten grenzt Çıldır an Georgien (66 km) und im Südosten an Armenien (3 km). In Çıldır befindet sich der Grenzübergang Aktaş nach Georgien. Erwähnenswert sind die beiden Seen: Der 120 km² große Çıldır-See und der 27 km² große Aktaş-See, der zur Hälfte (13 km²) auf georgischem Gebiet liegt. Dort heißt der See Tba Kartsakhi. Es gibt im Landkreis nur zwei Flüsse, die Kura und den Karasu. Die höchsten Berge Çıldırs sind mit über 3000 Meter der Keldağ und der Gökdağ.
Der Landkreis besteht neben der Kreisstadt aus 34 Dörfern (Köy), von denen 16 mehr Einwohner als der Durchschnitt (182 Einw.) haben. Die Palette der Einwohnerzahlen reicht von 438 (Eskibeyrehatun) herab bis auf 32. Mit nur 8,8 Einwohnern je Quadratkilometer hat der Kreis die geringste Dichte der Provinz. Die Bevölkerung besteht aus Türken, die teilweise von Kyptschaken stammen sollen, und Karapapak-Terekeme.
Çıldır war eine lange Zeit Teil des Osmanischen Reiches, kam dann gegen Ende des 19. Jahrhunderts an das Russische Kaiserreich und war Teil der Oblast Kars. Nach der Machtergreifung der Bolschewiki 1917 in Russland und dem Zerfall des Zarenreiches war Çıldır für zwei Jahre unter georgischer Herrschaft. Die Republik Armenien stellte in dieser Zeit Ansprüche auf das Gebiet, was zu 1920 zu einem Konflikt mit der Republik Georgien  führte. Seit dem 25. Februar 1921 (Vertrag von Kars und Moskau) gehört Çıldır zur Republik Türkei. Im Kreis liegt die Burg Şeytan Kalesi.

## Söhne und Töchter der Stadt
- Sezgin Coşkun (* 1984), Fußballspieler
- Nuray Hafiftaş (* 1964), Folklore-Sängerin
- Adnan Maral (* 1968), Schauspieler
- Anıl Şahin (* 1993), Fußballspieler